# Яманісі Таканіро
Таканіро Яманісі (яп. 山西 尊裕, нар. 2 квітня 1976, Префектура Сідзуока) — японський футболіст, що грав на позиції захисника.
Виступав, зокрема, за клуби «Джубіло Івата» та «Сімідзу С-Палс», а також молодіжну збірну Японії.
Триразовий чемпіон Японії. Володар Кубка Імператора. Дворазовий володар Суперкубка Японії. Клубний чемпіон Азії. 

## Клубна кар'єра
У дорослому футболі дебютував 1995 року виступами за команду клубу «Джубіло Івата», в якій провів десять сезонів, взявши участь у 148 матчах чемпіонату. 
2005 року перейшов до клубу «Сімідзу С-Палс», за який відіграв 4 сезони. Більшість часу, проведеного у складі «Сімідзу С-Палс», був основним гравцем захисту команди. Завершив професійну кар'єру футболіста виступами за команду «Сімідзу С-Палс» у 2008 році.

## Виступи за збірну
1995 року залучався до складу молодіжної збірної Японії. У її складі був учасником молодіжного чемпіонату світу 1995 року.

## Титули і досягнення
- Чемпіон Японії (3):

«Джубіло Івата»:  1997, 1999, 2002
- Володар Кубка Джей-ліги (1):

«Джубіло Івата»: 1998
- Володар Кубка Імператора (1):

«Джубіло Івата»: 2003
- Володар Суперкубка Японії (3):

«Джубіло Івата»: 2000, 2003, 2004
- Клубний чемпіон Азії (1):

«Джубіло Івата»: 1998-99
- Володар Суперкубка Азії (1):

«Джубіло Івата»: 1999